# Poliçan
Poliçan – miasto w Albanii w okręgu Skrapar w obwodzie Berat. Siedziba władz gminy Poliçan. Liczba mieszkańców w 2006 r. wynosiła 11 tys.
W okresie rządów Envera Hodży w mieście tym powstały zakłady zbrojeniowe, produkujące broń strzelecką i amunicję.